# 조현아 (PD)
조현아(1972년~)는 한국방송공사(KBS)의 前 예능센터장이다. 1997년 KBS 24기 공채 프로듀서(PD)로 입사하였고, 입사 초년에는 시사교양분야 PD로 일하다 입사 5년차쯤 예능 PD로 전향하여 유희열의 스케치북, 열린음악회 등의 음악 프로그램을 주로 연출했다. 2019년 책임 프로듀서(CP, 부장급)로 진급하여 2년 동안 약 3~4개의 예능 프로그램들을 총괄하는 CP를 담당하다 2021년 12월 KBS 예능센터장(실국장급)으로 진급하여 2023년 11월까지 약 20여개의 예능 프로그램들을 총괄하는 예능센터장을 지냈다.